# 関根世津子
関根 世津子（せきね せつこ、1956年3月4日 - ）は、日本の元女優。東京都出身。

## 来歴
東京都立鷺宮高等学校卒業。
1970年代から1980年代初頭まで、映画、テレビドラマなどで活躍し、1974年にエランドール新人賞受賞。その後、芸能界から引退していたが、2024年現在、芸能界に復帰している。

## 主な出演作品

### 映画
- ふれあい（1974年、松竹） - 野津雪絵 役
- メス（1974年、松竹） - 光本みどり 役
- 阿寒に果つ（1975年、東宝） - 女生徒 役
- おしゃれ大作戦（1976年、東宝） - 武林唯子 役

### テレビドラマ
- 緊急指令10-4・10-10 第18話「人喰いナメクジ発生!!」（1972年、NET 現・テレビ朝日） - 南和子
- 新十郎捕物帖・快刀乱麻 第21話「鳥と鳥とをとりちがえ」（1974年、朝日放送）
- 青い山脈（1974年、フジテレビ）
- 高校教師 第2話「同棲なんて知らない」（1974年、東宝 / 東京12チャンネル）
- 白い牙 第8話「刺客請負・有光洋介」（1974年、日本テレビ）
- 若い!先生 第7話「夢のフィアンセ」（1974年、TBS） - 大丘ミカ
- ウルトラマンレオ 第17話「見よ! ウルトラ怪奇シリーズ 狼男の花嫁」（1974年、TBS） - 霧島冴子
- もってのほか（1974年 - 1975年、毎日放送）
- 必殺シリーズ （朝日放送）
  - 暗闇仕留人 第27話「別れにて候」（1974年） - おはつ
  - 必殺必中仕事屋稼業 第17話「悟りて勝負」（1975年） - おたみ
  - 新・必殺仕置人 第2話「情愛(なさけ)無用」（1977年） - おつゆ
  - 新・必殺仕事人 第40話「主水ケチに感心する」（1982年） - お里
- 夜明けの刑事 第21話「受験の春、思いつめた16才」（1975年2月19日）
- 太陽にほえろ! 第145話「決定的瞬間」（1975年、東宝 / 日本テレビ） - ゆきこ
- 悪魔のようなあいつ 第6話から（1975年、TBS） - ノノ
- 伝七捕物帳 第78話「娘さらい お化け騒動」（1975年、日本テレビ） - お千代
- 銭形平次 （フジテレビ）
  - 第481話「幸せの行方」（1975年） - おるい
  - 第568話「ひとり心中」（1977年） - おとき
- 新宿警察 第4話「銀行ギャング・わが夢」（1975年、フジテレビ）
- 燃える捜査網 第1話「女子中学生投身自殺」（1975年、NET）
- プレイガールQ 第68話「女は裸で命を守る」（1976年、東京12チャンネル） - 中原あかね
- 大江戸捜査網 （東京12チャンネル）
  - 第227話「殺しの烙印を消せ」（1976年） - およう
  - 第361話「白州に咲いた母子草」（1978年） -おはつ
  - 第499話「隠密対殺し屋地獄の決斗」（1981年） - 紅おせん
- 夫婦旅日記 さらば浪人 第24話「ふるさとへの旅路」（1976年、フジテレビ）
- 人魚亭異聞 無法街の素浪人 第20話「死の砦の決闘」（1976年、NET）
- 破れ傘刀舟悪人狩り 第105話「闇の中に鈴が鳴る」（1976年、NET） - お絹
- 白い秘密（1976年 - 1977年、TBS）
- 新・二人の事件簿 暁に駆ける! 第11話「恐怖の日曜日」（1976年、朝日放送）
- 遠山の金さん 第56話「可愛い女」（1976年、NET）
- 新幹線公安官 第2シリーズ 第19話「危険な試練」（1978年、テレビ朝日）
- 吉宗評判記 暴れん坊将軍 第92話「乾盃!藪医者」（1979年、テレビ朝日） - 雪江
- 江戸の牙 第24話「栄光なにするものぞ」（1980年、テレビ朝日） - お万
- 秘密のデカちゃん 第12話「憧れの新婚旅行そうは問屋が…!」（1981年、大映テレビ / TBS） - ゆかり

### ラジオ
- プラチナ・ハイ・ディスク （1974年、TBSラジオ ） - 久米宏のアシスタント

## 受賞歴
- エランドール賞 新人賞（1974年）